# Gianluca Terranova
Gianluca Terranova (Roma, 3 luglio 1970) è un tenore e attore italiano.

## Biografia
Si diploma in pianoforte nel 1993, comincia a studiare canto lirico e nel 1997 viene scritturato per il musical "Hollywood" per la regia di Giuseppe Patroni Griffi.
Nel 1998 vince il Gran Premio della Lirica in diretta televisiva su Canale 5, la giuria tecnica gli attribuisce il primo premio all'unanimità.
Dopo 350 repliche accanto a Massimo Ranieri, debutta nella "Gina" di Cilea al Teatro dell'Opera di Roma, nel "Pirata" di Bellini a Catania e nel "Trionfo di Clelia" di Gluck al Festival di Lugo. Nel 2000 vince il concorso lirico "Riccardo Zandonai", in questo contesto debutta nella Tosca di Giacomo Puccini con il grande baritono Renato Bruson.
Nel 2002 scrive testi, liriche e musiche del musical "Caruso, la storia di un mito" che porta in scena per la regia di Filippo Crivelli affiancato da Katia Ricciarelli per 180 repliche in tutta Italia, per il quale vince nello stesso anno il Musical Award Per la "Migliore canzone da musical". Seguiranno altri musical da lui composti e prodotti dal Teatro Massimo di Palermo (Un italiano ad Hollywood, 2004 - Baronessa di Carini, 2006) e dalla Orchestra ICO di Lecce (Tito Schipa, una voce dal paradiso 2005).
Nel 2007, dopo un anno di perfezionamento vocale sotto la guida di Maria Cristina Orsolato, a Verona, si pone all'attenzione del grande pubblico della lirica con il suo debutto all'Arena di Verona in Rigoletto nel 2008, accanto al grande baritono Leo Nucci, occasione nella quale fa mostra di una tecnica sicura e di mezzi vocali ragguardevoli che gli valgono consensi unanimi di pubblico e critica.
Da allora brucia le tappe cantando nei più importanti teatri italiani ed esteri, affrontando il grande repertorio del tenore lirico: La traviata al Teatro di San Carlo, Gran Teatro La Fenice, La bohème al Teatro Comunale di Bologna, Teatro Massimo Vittorio Emanuele, Maggio Musicale Fiorentino, Rigoletto ancora a Firenze nonché al Teatro Regio di Torino, Lucia di Lammermoor a Napoli e Firenze, Roberto Devereux al Teatro dell'Opera di Roma. A Firenze debutta anche nella Nona Sinfonia di Ludwig van Beethoven sotto la bacchetta di Zubin Mehta, ed il debutto all'Opera di Francoforte (Germania) in Lucia di Lammermoor riscuote grandissimo successo e recensioni entusiastiche.
Alla fine di questa serie fortunata di debutti e successi fa il suo ingresso al Teatro alla Scala in Rigoletto sotto la direzione di James Conlon; successo personale che gli vale in seguito il debutto negli Stati Uniti, alla Los Angeles Opera, dove canta ancora Rigoletto su invito dello stesso James Conlon direttore musicale del teatro. La sua carriera lo porta anche in Australia dove viene chiamato a partecipare alla prima edizione del Festival "Opera on Sydney Harbour", presentato da Opera Australia, riscuotendo con la sua interpretazione di "Alfredo" in La traviata tale successo da ricevere una nomination quale "Miglior cantante d'opera dell'anno" agli "Helpmann Awards". Viene inoltre chiamato a debuttare in terre asiatiche interpretando La bohème a Shanghai e La traviata ad Hong Kong.
Ha cantato con successo anche titoli come I puritani e La figlia del reggimento (Cremona, Bergamo, Como) dando prova di trovarsi a perfetto agio anche nel "bel canto". Altro grande traguardo è il debutto ne La damnation de Faust di Hector Berlioz presso il Teatro Massimo di Palermo per la regia di Terry Gilliam e la direzione di Roberto Abbado.
Interpreta Enrico Caruso nel film per la TV Caruso, la voce dell’amore prodotto da Rai Fiction e Ciao Ragazzi srl per la regia di Stefano Reali, film che ha superato i record di audience e grazie al quale è stato apprezzato da milioni di spettatori anche per le sue doti attoriali. Per questo film vince il premio "Miglior attore protagonista" al Festival Fiction Campania, la giuria che lo vota all'unanimità è composta tra gli altri dallo sceneggiatore Enrico Vanzina e la regista Cinzia TH Torrini.
Nello stesso anno esce il suo primo CD distribuito dalla EMI CLASSIC, (oggi Universal http://www.universalmusic.it/classica/artista/discografia/?ida=614647) "Terranova canta Caruso" contenente tra le arie del repertorio carusiano anche l'inedito "O sole 'e Napule" musica di Stefano Reali e testo dello stesso Terranova.
Nel 2022 compare nel sesto episodio di Lea - Un nuovo giorno nel ruolo di un tenore.

## Composizioni
- Caruso - La storia di un mito - Musical prodotto da Don't Worry Records - 180 repliche (2002)
- Un italiano ad Hollywood - Musical prodotto da Teatro Al Massimo Palermo - 40 repliche (2004)
- Tito Schipa - La voce dal Paradiso - Commedia musicale prodotta dalla Ico Tito Schipa di Lecce - 20 repliche (2005)
- Amore impossibile - Baronessa di Carini - Musical prodotto da Teatro Al Massimo di Palermo - 20 repliche (2007)

## Discografia
- Hollywood - con Massimo Ranieri - RTI (Musical) (1998)
- Gina - Francesco Cilea - (Opera) (2001)
- Caruso - La storia di un mito - Don't Worry Records (Musical) (2002)
- La Traviata - Giuseppe Verdi - Opera House Sydney - (Opera) (2012)
- Terranova canta Caruso - EMI Italia Classic - (Lirica) (2012)
- Recital - Warner Classic - (Lirica) (2015)